# 香桃木
香桃木（学名：Myrtus communis），別名為香桃金孃、甜香桃木，原生於南歐至地中海沿岸一帶，为桃金娘科香桃木属下的一个种。常绿灌木，分布于中南半岛、菲律宾、日本、印度、斯里兰卡、马来西亚、印度尼西亚、台湾以及中国的福建、广东、广西、云南、贵州、湖南，生长于海拨50－900米的地区，常见于丘陵坡地，是一种酸性土壤指示植物。

## 扩展阅读
- 維基物種上的相關：香桃木